# Nina at the Village Gate
Nina at the Village Gate è un album dal vivo della cantante e pianista statunitense Nina Simone, pubblicato nell'aprile del 1962.

## Tracce
Lato A
1. Just in Time – 6:15 (Betty Comden, Adolph Green, Jule Styne)
2. He Was Too Good to Me – 4:58 (Richard Rodgers, Lorenz Hart)
3. House of the Rising Sun – 4:34 (Nicholas Ray, Josh White, Libby Reynolds Holmes)
4. Bye Bye Blackbird – 8:26 (Mort Dixon, Ray Henderson) – Brano strumentale

Durata totale: 24:13
Lato B
1. Brown Baby – 5:50 (Oscar Brown)
2. Zungo – 2:53 (Michael Olatunji)
3. If He Changed My Name – 4:04 (Robert MacGimsey)
4. Children Go Where I Send You – 7:56 (Nina Simone)

Durata totale: 20:43

## Formazione
- Nina Simone - voce, pianoforte
- Al Shackman - chitarra
- Chris White - contrabbasso
- Bobby Hamilton - batteria